# Liegi-Bastogne-Liegi 1980
La Liegi-Bastogne-Liegi 1980, sessantaseiesima edizione della corsa, si svolse il 20 aprile 1980 per un percorso di 244 km. Fu vinta dal francese Bernard Hinault, che concluse in 7h01'42".
Terminata sotto la neve, furono solo 21 i ciclisti, dei 174 alla partenza, che arrivarono al traguardo.

## Ordine d'arrivo (Top 10)
| Pos. | Corridore           | Squadra    | Tempo    |
| ---- | ------------------- | ---------- | -------- |
| 1    | Bernard Hinault     | Renault    | 7h01'42" |
| 2    | Hennie Kuiper       | Peugeot    | a 9'24"  |
| 3    | Ronny Claes         | Ijsboerke  | s.t.     |
| 4    | Alfons De Wolf      | Boule d'Or | a 10'34" |
| 5    | Pierre Bazzo        | La Redoute | s.t.     |
| 6    | Ludo Peeters        | Ijsboerke  | s.t.     |
| 7    | Herman Van Springel | Safir-Ludo | a 12'05" |
| 8    | Guido Van Calster   | Splendor   | a 12'35" |
| 9    | Johan van der Velde | TI Raleigh | s.t.     |
| 10   | Eddy Schepers       | DAF Trucks | s.t.     |